# Jean-Sébastien Guillermou
Ne doit pas être confondu avec Jean-Louis Guillermou.
Jean-Sébastien Guillermou est un écrivain français de fantasy, né le 12 mai 1977 dans le 15e arrondissement de Paris.

## Biographie
Jean-Sébastien Guillermou effectue ses études, notamment, au lycée Sainte Marie de Chavagnes, à Cannes.
Il obtient un baccalauréat, série L, en 1995.
Il suit des études d'histoire et obtient une maîtrise d'histoire[réf. nécessaire].

## Œuvre
- Les Pirates de l'Escroc-Griffe, 2015, éditions Bragelonne
  - Les Terres interdites, 2015
  - Les Feux de Mortifice, 2015
  - Les Corsaires de l'Écosphère, 2016

Thème du cycle : un jeune orphelin, Caboche, à la recherche de son père, rencontre un vieux pirate désabusé qui n’a jamais réussi un abordage à la tête d'un équipage un peu loufoque. Ensemble ils partent en quête d'un trésor légendaire.
Le cycle a été réédité en intégrale chez Bragelonne.